# Una maid en Manhattan
Maid in Manhattan è una serie televisiva statunitense prodotta da NBC, in collaborazione con Sony Pictures Entertainment, prodotta da Aurelio Valcárcel Carrol e Viviana Pimstein. È andata in onda in Ecuador, Messico, Colombia, Venezuela, Panama, Ungheria, Cile, Georgia, Spagna, Polonia, Costa Rica, Serbia, Perù e Paraguay. La serie è stata registrata a New York, Los Angeles in Messico e a Miami. Ha come protagonisti Litzy, Eugenio Siller e Vanessa Villela. La telenovela è basata sul film del 2002 Un amore a 5 stelle. diretto da Wayne Wang. Basato su un soggetto di John Hughes, accreditato come Edmond Dantès. La colonna sonora è composta da Alan Silvestri e Marco Flores.
Racconta la storia di Marisa Luján che dopo essere emigrata dal Messico agli Stati Uniti, dove si trasferisce insieme a suo figlio, Lalo, in un prestigioso hotel, dove incontra Cristóbal Parker Salas, di cui si innamora.